# Bérinzenne
Bérinzenne  est un hameau de la commune et ville de Spa située en Région wallonne dans la province de Liège. Avant la fusion des communes de 1977, le hameau faisait déjà partie de la commune de Spa.

## Situation
Ce hameau ardennais d'altitude se situe au sud de la commune de Spa et en bordure ouest de la Fagne de Malchamps. 

## Histoire
Une ferme fortifiée composée de plusieurs bâtiments et d’une tour carrée fut bâtie pendant la seconde moitié du XVIIe siècle. La tour a depuis été détruite et la ferme a fait place au musée de la Forêt et des Eaux.

## Patrimoine
Le hameau devenu domaine de Bérinzenne se compose de plusieurs pôles touristiques :
- Le Musée de la Forêt et des Eaux « Pierre Noé »[1] est installé dans l’ancienne ferme de Bérinzenne. Une allée de tilleuls mène à ce musée qui offre un aperçu global de l’écosystème forestier et de sa gestion.
- Le Centre régional d'initiation à l’Environnement (CRIE) a pour objectif principal le développement chez le visiteur d'un esprit critique par rapport à l’environnement afin d’acquérir un comportement citoyen respectueux et responsable. Il aborde le thème de l’eau et la préservation des nappes aquifères ainsi que la protection des milieux de vie[2].
- La tour panoramique de Bérinzenne est située à une altitude de 570 m en bordure de la fagne Malchamps. Elle se dresse à une hauteur de 24 m et offre une vue imprenable sur la fagne avoisinante.

Un parking, une aire de barbecues ainsi qu'une aire de pique-nique ont été aménagés en proximité du Pavillon José Lilien qui avec ses terrasses et espaces couverts, peut accueillir des congrès, rencontres ou festivités familiales. De nombreuses promenades guidées ou balisées peuvent être pratiquées dans la fagne ou dans les bois avoisinants. Le sentier de grande randonnée 5 passe à Bérinzenne.